# Castillo de Olavinlinna
El castillo de Olavinlinna (en sueco: Olofsborg lit. «castillo de Olaf») está construido en una isla sobre el estrecho de Kyrönsalmi que conecta los lagos Haukivesi y Pihlajavesi. construido en el siglo XV en la ciudad de Savonlinna, Finlandia. Esta es la fortaleza medieval en piedra más septentrional que todavía se mantiene en pie.

## Construcción

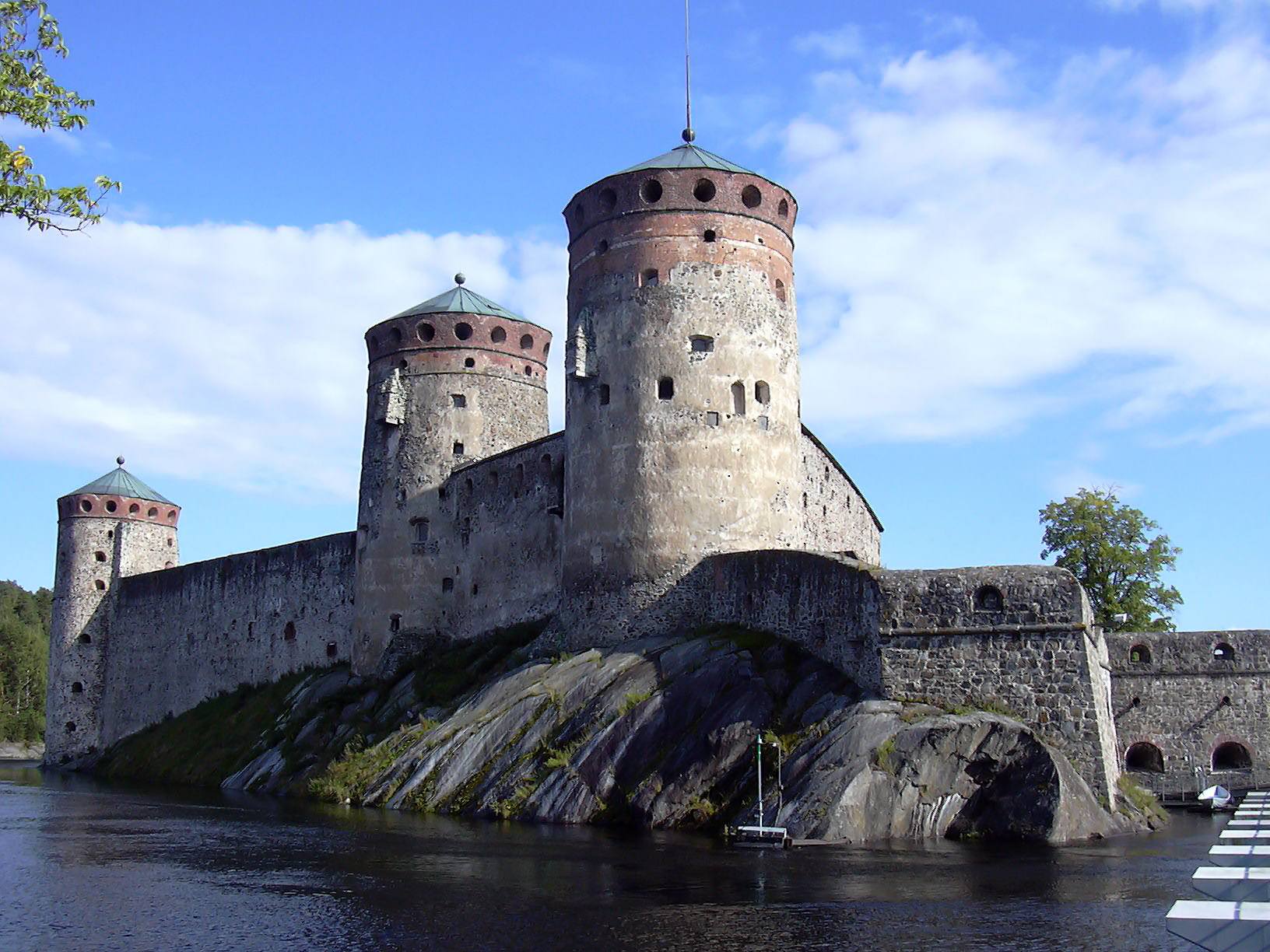
Las tres torres de Olavinlinna

La fortaleza fue fundada por Erik Axelsson Tott hacia 1475 bajo el nombre de Sankt Olofsborg, en un esfuerzo por sacar provecho de la agitación política que derivó a la conquista de la República de Nóvgorod por parte Iván III. Emplazado en Savonia como reclamación de la posesión de las tierras más allá de la frontera con Rusia, establecida años atrás por el Tratado de Nöteborg. Estudios recientes han demostrado que el castillo se construyó dentro de territorio enemigo, unos cinco kilómetros más allá de la frontera; pero se desconoce si se hizo consciente o involuntariamente.
Una de las cartas de Tott de 1477 incluye un pasaje sobre un grupo de constructores extranjeros invitados al Olofsborg, que probablemente eran de Reval, en donde se estaban agrandando las fortificaciones de la ciudad. Fue el primer castillo sueco que contaba con torres circulares capaces de soportar fuego enemigo proveniente de cañones. El hecho de que el castillo se encuentre situado sobre una red de lagos y canales no es accidental, ya que estos impedirían en gran manera un posible ataque ofensivo ruso.
Además, dichos canales tienen tanta corriente de agua que no se congelan en invierno, algo que sí pasa en otras zonas del lago Saimaa, muy cerca del lugar. Así se evita también un posible ataque invernal con tropas que lleguen a pie y no en barco.

## Historia
Olofsborg soportó varios asedios organizados por los rusos durante la primera y Segunda guerra ruso-sueca. Bajo el amparo del castillo se desarrolló un importante centro de comercio a finales del siglo XVI, dando origen a la ciudad de Savonlinna,  fundada en 1639.
El 28 de julio de 1714, la guarnición capituló a los rusos, llevándoles tan sólo dos días para conquistar el castillo en 1743, en los sucesos que conducirían al Tratado de Åbo, que le concedió toda la región a la emperatriz Isabel I de Rusia.
Hacia la década de 1850, Olavinlinna fue transformado en prisión. En la década posterior dos incendios fueron culpables de importantes daños en la estructura del edificio. Los trabajos de restauración comenzaron con la llegada del siglo XX y fueron terminados hacia 1975.

## Turismo
Actualmente, el castillo acoge pequeñas exhibiciones, incluyendo el Museo del Castillo, que muestra artefactos encontrados en el castillo o relacionados con él, así como el Museo Ortodoxo, que muestra iconos y otros objetos de índole religiosa venidos de toda Finlandia y Rusia. El castillo forma un espectacular escenario para el Festival de Ópera de Savonlinna, que se celebra anualmente cada verano desde 1912.
Olavinlinna fue la fuente de inspiración del castillo de Kropow del cómic El cetro de Ottokar, un capítulo en la serie de las Aventuras de Tintin, creadas por Hergé.